# 姜鹭
姜鹭（Lu Jiang）, 世界儿童跨文化发展协会 KIDS (Kids Intercultural Development Society) 非营利组织发起人及主席，曾任虚拟现实教育公司VRIC联合创始人兼首席执行官，VR游记《镜片上的世界之旅》《The Travel Book of China You’ve Never Seen》作者。 2018年入选福布斯中国 30 under 30。2021年获选胡润全美创新杰出人物。
2020年，姜鹭发起创立501c3非营利组织世界儿童跨文化发展协会 KIDS，旨在推进不同文化和教育方式间的交流探讨。2017年，姜鹭创作《镜片上的世界之旅》，一本结合了虚拟现实、游记散文、原创彩绘与原创摄影的游记。读者可以通过扫描二维码，进入VR模式，感受书中游记描写的旅行目的地。该书由姜鹭与北京联合出版公司出版，于2017年10月发布。2016年，姜鹭共同创办VRIC公司，意图将虚拟现实技术、增强现实技术与教育文化产业结合，其产品试图为语言和文化学习提供“母语环境”，促进语言学习与文化交流。 